# NCIS (televíziós sorozat)
Az NCIS az amerikai CBS-hálózat 2003-ban indult tévésorozata a tengerészeti nyomozószolgálat speciális ügynökökből álló csapatáról. A sorozattervezet és a szereplők bemutatkozására a JAG – Becsületbeli ügyek egy dupla epizódjában került sor (8. évad 20-21. rész). A sorozat premierje 2003. szeptember 23-án volt, Magyarországon a TV2 tűzte műsorára 2005. október 17-től. Magyarul eredetileg "NCIS: Tengerészeti Helyszínelők" címet kapott az I.-II. szezon, ám a Helyszínelők sorozatára utaló cím miatt a Viasat védjegyhasználati eljárást indított a TV2 ellen, és megnyerte. Azóta a TV2 csak NCIS címet használ. A sorozat ismétlése 2009. november 13-tól az AXN műsorán is látható volt. A TV2 a 2012. szeptember 10-én még leadta a 200. epizódot - azután összevissza tologatták a részek kezdési időpontját, de a kiadottól is eltérő időben, vagy egyáltalán nem kerültek adásba az epizódok, míg végül eltűnt a csatornáról, és éveken át nem is tért vissza.

## Koncepció
Az NCIS a Haditengerészeti Bűnügyi Nyomozó Hivatal (a sorozatban mint "Haditengerészeti Bűnüldöző Hivatal") Főügyekért Felelős Csapatának különleges ügynökeit követi nyomon, a szervezet főhadiszállásán (Washingtoni Navy Yard) Washingtonban.
Műholdas kép az igazi főhadiszállásról - a sorozatot természetesen nem ott forgatták.
A csapatot gyakran bízzák meg kiemelten jelentős ügyekkel, mint az elnök nukleáris fegyverekért felelős emberének halála, bombaszituáció az USA hadiflottájának hajóján, egy valóságshow-szereplő halála az USA Tengerészeti Testületének bázisán, terrorista fenyegetések és emberrablások. Ugyanakkor bármilyen olyan bűneset megoldására is kijelölik őket, ami a hadiflottához vagy a tengerészeti testülethez kötődik, főképp ha tengerész (katona) az áldozat vagy az elkövető.

## Szereplők

### Főszereplők
Főszereplő      Vendég      Visszatérő      Visszaemlékezés
| Szereplő                   | Színész           | Magyar hang                                                  | Évadok | Évadok | Évadok | Évadok | Évadok | Évadok | Évadok | Évadok | Évadok | Évadok | Évadok | Évadok | Évadok | Évadok | Évadok | Évadok | Évadok | Évadok | Évadok | Évadok | Évadok | Évadok |
| Szereplő                   | Színész           | Magyar hang                                                  | 1      | 2      | 3      | 4      | 5      | 6      | 7      | 8      | 9      | 10     | 11     | 12     | 13     | 14     | 15     | 16     | 17     | 18     | 19     | 20     | 21     | 22     |
| -------------------------- | ----------------- | ------------------------------------------------------------ | ------ | ------ | ------ | ------ | ------ | ------ | ------ | ------ | ------ | ------ | ------ | ------ | ------ | ------ | ------ | ------ | ------ | ------ | ------ | ------ | ------ | ------ |
| Leroy Jethro Gibbs         | Mark Harmon       | Mihályi Győző                                                |        |        |        |        |        |        |        |        |        |        |        |        |        |        |        |        |        |        |        |        |        |        |
| Caitlin Todd               | Sasha Alexander   | Balázs Ági                                                   |        |        |        |        |        |        |        |        |        |        |        |        |        |        |        |        |        |        |        |        |        |        |
| Anthony DiNozzo            | Michael Weatherly | Damu Roland (1-7) Schmied Zoltán (7-13)                      |        |        |        |        |        |        |        |        |        |        |        |        |        |        |        |        |        |        |        |        |        |        |
| Abigail Sciuto             | Pauley Perrette   | Böhm Anita                                                   |        |        |        |        |        |        |        |        |        |        |        |        |        |        |        |        |        |        |        |        |        |        |
| Dr. Donald "Ducky" Mallard | David McCallum    | Szokolay Ottó (1-13) Szélyes Imre (14-19) Kertész Péter (20) |        |        |        |        |        |        |        |        |        |        |        |        |        |        |        |        |        |        |        |        |        |        |
| Timothy McGee              | Sean Murray       | Kapácsy Miklós                                               |        |        |        |        |        |        |        |        |        |        |        |        |        |        |        |        |        |        |        |        |        |        |
| Ziva David                 | Cote de Pablo     | Pikali Gerda                                                 |        |        |        |        |        |        |        |        |        |        |        |        |        |        |        |        |        |        |        |        |        |        |
| Jenny Shepard              | Lauren Holly      | Kubik Anna                                                   |        |        |        |        |        |        |        |        |        |        |        |        |        |        |        |        |        |        |        |        |        |        |
| Leon Vance                 | Rocky Carroll     | Háda János                                                   |        |        |        |        |        |        |        |        |        |        |        |        |        |        |        |        |        |        |        |        |        |        |
| Dr. James Palmer           | Brian Dietzen     | Láng Balázs                                                  |        |        |        |        |        |        |        |        |        |        |        |        |        |        |        |        |        |        |        |        |        |        |
| Eleanor Bishop             | Emily Wickersham  | Mezei Kitty                                                  |        |        |        |        |        |        |        |        |        |        |        |        |        |        |        |        |        |        |        |        |        |        |
| Nicholas Torres            | Wilmer Valderrama | Szatory Dávid                                                |        |        |        |        |        |        |        |        |        |        |        |        |        |        |        |        |        |        |        |        |        |        |
| Alexandra Quinn            | Jennifer Esposito | Németh Kriszta                                               |        |        |        |        |        |        |        |        |        |        |        |        |        |        |        |        |        |        |        |        |        |        |
| Clayton Reeves             | Duane Henry       | Dózsa Zoltán                                                 |        |        |        |        |        |        |        |        |        |        |        |        |        |        |        |        |        |        |        |        |        |        |
| Jackie Sloane              | Maria Bello       | Kocsis Judit                                                 |        |        |        |        |        |        |        |        |        |        |        |        |        |        |        |        |        |        |        |        |        |        |
| Kasie Hines                | Diona Reasonover  | Kiss Virág                                                   |        |        |        |        |        |        |        |        |        |        |        |        |        |        |        |        |        |        |        |        |        |        |
| Jessica Knight             | Katrina Law       | Solecki Janka                                                |        |        |        |        |        |        |        |        |        |        |        |        |        |        |        |        |        |        |        |        |        |        |
| Alden Parker               | Gary Cole         | Kárpáti Levente                                              |        |        |        |        |        |        |        |        |        |        |        |        |        |        |        |        |        |        |        |        |        |        |

### Crossover Vendég szereplők
| Szereplő                    | Színész          | Magyar hang                                   | Évad(ok) |
| --------------------------- | ---------------- | --------------------------------------------- | -------- |
| Grisha "G." Callen          | Chris O’Donnell  | Moser Károly (6. évad) Bor Zoltán (20. évad)  | 6, 20    |
| Sam Hanna                   | LL Cool J        | Koncz István (6. évad) Kálid Artúr (20. évad) | 6, 20    |
| Kensi Blye                  | Daniela Ruah     | Németh Borbála (21. évad)                     | 6, 21    |
| Jane Tennant                | Vanessa Lachey   | Mohácsi Nóra                                  | 19-21    |
| Jesse Boone                 | Noah Mills       |                                               | 20.      |
| Ernie Malik                 | Jason Antoon     | Szokol Péter                                  | 19-20.   |
| Dwayne Cassius "King" Pride | Scott Bakula     | Jakab Csaba                                   | 11-14.   |
| Christopher LaSalle         | Lucas Black      | Dányi Krisztián                               | 11-14.   |
| Meredith "Merri" Brody      | Zoe McLellan     | Bogdányi Titanilla                            | 11-13.   |
| Dr. Loretta Wade            | C. C. H. Pounder |                                               | 11.      |

### Vendégszereplők
- Ray Abruzzo
- Jay Acovone
- Patrick J. Adams
- Tyrees Allen
- Laz Alonso
- Erich Anderson
- David Andriole
- John Asher
- Mackenzie Astin
- Sean Astin
- René Auberjonois
- Erick Avari
- Jack Axelrod
- Julian Bailey
- Adam Baldwin
- Bonnie Bartlett
- Michael Beach
- Gerry Becker
- Jason Beghe
- Julie Benz
- Brad Beyer
- Danielle Bisutti
- Claudia Black
- Lauren Bowles
- Katy Boyer
- Ciara Bravo
- Abigail Breslin
- Jason Brooks
- Richard Brooks
- Marcus Brown
- Millie Bobby Brown
- Sterling K. Brown
- Dylan Bruno
- Carlease Burke
- K Callan
- Matt Caplan
- Clare Carey
- Drew Carey
- Enrique Castillo
- Robert Cicchini
- Shelly Cole
- Misha Collins
- Jack Conley
- Erin Cottrell
- Christina Cox
- Jon Cryer
- Brett Cullen
- Merle Dandridge
- Josie Davis
- Catherine Dent
- Michael Des Barres
- Seamus Dever
- Keith Diamond
- Charles Durning
- Meredith Eaton
- Zac Efron
- David Eigenberg
- Chris Ellis
- Mike Erwin
- Al Espinosa
- Nasser Faris
- Sherilyn Fenn
- Alex Fernandez
- Louis Ferreira
- John Finn
- Sheila Frazier
- Jordan Garrett
- Michael Gaston
- Kathleen Gati
- Michael Gilden
- Sarai Givaty
- Iddo Goldberg
- Charles Gómez
- Julie Gonzalo
- Cameron Goodman
- Bruce Gray
- Jason Gray-Stanford
- Scott Grimes
- Gary Grubbs
- Stacy Haiduk
- Colin Hanks
- Melora Hardin
- Marcy Harriell
- Brad Hawkins
- Lance Henriksen
- Sandra Hess
- Torri Higginson
- Stephanie Hodge
- Charlie Hofheimer
- David Hoflin
- Alexandra Holden
- Josh Holloway
- Mark Holton
- Kelly Hu
- Jon Huertas
- Gregory Itzin
- Penny Johnson Jerald
- Anne-Marie Johnson
- Chris J. Johnson
- Vernee Watson-Johnson
- Asante Jones
- Adam Kaufman
- David Keith
- Sheila Kelley
- Alex Kingston
- Chaney Kley
- Eric Allan Kramer
- Jenya Lano
- Fredric Lehne
- Samm Levine
- Christopher Lloyd
- Karina Lombard
- Louise Lombard
- Michael Lowry
- Jamie Luner
- Scott MacDonald
- Vinicius Machado
- Marguerite MacIntyre
- Christopher Maher
- William Mapother
- Matt Malloy
- Jonathan Mangum
- Matthew Marsden
- Mercedes Masohn
- Suleka Mathew
- Merrick McCartha
- Kevin McClatchy
- Tom McCleister
- Gerald McCullouch
- Chris McGarry
- Kate McNeil
- Alex Meneses
- Dina Meyer
- Larry Miller
- James Morrison
- Glenn Morshower
- William R. Moses
- Kieran Mulroney
- Ben Murphy
- Jaime Murray
- Alex Nesic
- Bob Newhart
- Jaime Ray Newman
- Michelle Obama
- Peter Onorati
- Terry O’Quinn
- Erik Palladino
- Robert Patrick
- Amanda Payton
- Elizabeth Peña
- Sofia Pernas
- Paul Perri
- Rick Peters
- Ely Pouget
- Glen Powell
- Lawrence Pressman
- Lindsay Price
- Francesco Quinn
- Dominic Rains
- Ethan Rains
- David Ramsey
- Jim Rash
- Perrey Reeves
- Mercedes Renard
- Terry Rhoads
- Beth Riesgraf
- Leonard Roberts
- Mark Rolston
- Cristine Rose
- John Rosenfeld
- Gena Rowlands
- John Rubinstein
- Betsy Rue
- Tim Russ
- Leon Russom
- Vik Sahay
- Hilary Salvatore
- Susan Santiago
- Sam Sarpong
- Elena Satine
- Doug Savant
- Stelio Savante
- Paul Schulze
- Ashley Scott
- Rodney Scott
- Noah Segan
- Parry Shen
- Jamey Sheridan
- Kent Shocknek
- Christopher Shyer
- Jocko Sims
- Marina Sirtis
- Haaz Sleiman
- Cotter Smith
- Forry Smith
- Nick Spano
- Gina St. John
- Corey Stoll
- Mathew St. Patrick
- Eric Stonestreet
- Tehmina Sunny
- Oleg Taktarov
- Barbara Tarbuck
- Iqbal Theba
- Brian Thompson
- Susanna Thompson
- T. J. Thyne
- Kenneth Tigar
- Noa Tishby
- Lily Tomlin
- Joe Torry
- Connor Trinneer
- Andy Umberger
- Steve Valentine
- Gloria Votsis
- Jonathan Wade-Drahos
- Lindsay Wagner
- Dee Wallace
- Amanda Walsh
- Audrey Wasilewski
- Norbert Weisser
- Michael Welch
- Michael Whaley
- Billy Dee Williams
- Kirk B.R. Woller
- Aloma Wright
- Kathleen York
- Bellamy Young
- Vincent Young
- Kirsten Zien

## Epizódok
| Évad | Évad | Részek száma | Eredeti sugárzás     | Eredeti sugárzás  | Eredeti adó          | Magyar sugárzás      | Magyar sugárzás | Magyar adó |
| Évad | Évad | Részek száma | Évadbemutató         | Évadzáró          | Eredeti adó          | Évadbemutató         | Évadzáró        | Magyar adó |
| ---- | ---- | ------------ | -------------------- | ----------------- | -------------------- | -------------------- | --------------- | ---------- |
|      | 1    | 23           | 2003. szeptember 23. | 2004. május 25.   |                      | 2005. október 17.    | 2006. május 8.  |            |
|      | 2    | 23           | 2004. szeptember 28. | 2005. május 24.   | 2006. szeptember 4.  | 2007. május 7.       |                 |            |
|      | 3    | 24           | 2005. szeptember 20. | 2006. május 16.   | 2007. augusztus 27.  | 2008. február 25.    |                 |            |
|      | 4    | 24           | 2006. szeptember 19. | 2007. május 22.   | 2008. március 3.     | 2008. november 17.   |                 |            |
|      | 5    | 19           | 2007. szeptember 25. | 2008. május 20.   | 2008. november 24.   | 2009. május 11.      |                 |            |
|      | 6    | 25           | 2008. szeptember 23. | 2009. május 19.   | 2009. május 18.      | 2010. március 22.    |                 |            |
|      | 7    | 24           | 2009. szeptember 22. | 2010. május 25.   | 2010. március 29.    | 2010. december 20.   |                 |            |
|      | 8    | 24           | 2010. szeptember 20. | 2011. május 17.   | 2011. március 7.     | 2011. november 21.   |                 |            |
|      | 9    | 24           | 2011. szeptember 20. | 2012. május 15.   | 2012. február 27.    | 2012. november 19.   |                 |            |
|      | 10   | 24           | 2012. szeptember 25. | 2013. május 14.   | 2013. március 4.     | 2013. november 25.   |                 |            |
|      | 11   | 24           | 2013. szeptember 24. | 2014. május 13.   | 2014. február 24.    | 2014. november 20.   |                 |            |
|      | 12   | 24           | 2014. szeptember 23. | 2015. május 12.   | 2015. február 12.    | 2015. október 22.    |                 |            |
|      | 13   | 24           | 2015. szeptember 22. | 2016. május 17.   | 2016. március 24.    | 2016. szeptember 8.  |                 |            |
|      | 14   | 24           | 2016. szeptember 20. | 2017. május 16.   | 2017. március 2.     | 2017. június 8.      |                 |            |
|      | 15   | 24           | 2017. szeptember 26. | 2018. május 22.   | 2018. október 11.    | 2019. április 18.    |                 |            |
|      | 16   | 24           | 2018. szeptember 25. | 2019. május 21.   | 2019. október 4.     | 2019. december 19.   |                 |            |
|      | 17   | 20           | 2019. szeptember 24. | 2020. április 14. | 2020. szeptember 17. | 2020. november 19.   |                 |            |
|      | 18   | 16           | 2020. november 17.   | 2021. május 25.   | 2021. március 11.    | 2021. szeptember 30. |                 |            |
|      | 19   | 21           | 2021. szeptember 20. | 2022. május 23.   | 2022. április 21.    | 2022. szeptember 8.  |                 |            |
|      | 20   | 22           | 2022. szeptember 19. | 2023. május 22.   | 2023. április 20.    | 2023. augusztus 17.  |                 |            |
|      | 21   | 10           | 2024. február 12.    | 2024. május 6.    | 2024. október 4.     | 2024. december 13.   |                 |            |
|      | 22   | 20           | 2024. október 14.    | 2025. május 5.    | 2025. július 11.     | 2025. szeptember 13. |                 |            |
|      | 23   |              | 2025.                | 2026.             |                      |                      |                 |            |

## Címadás
Amerikában, első évadjában a sorozat a Navy NCIS néven futott. Mivel az "N" az NCIS-ben a "Naval" (tengerészeti) szót jelöli, a Navy NCIS cím technikailag fölösleges elemet tartalmazott. Mégis e név használata mellett döntött a CBS a hírek szerint, a producer kifogása ellenére is, arra hivatkozva, hogy:
- új nézőket kell szerezzenek (konkrétan a JAG közönségéből), akik nem feltétlenül vannak tisztában az NCIS mozaikszó jelentésével;
- különbséget kell felmutassanak a hasonló témájú, és hasonló kiejtést is tartalmazó CBS-sorozattól, a CSI-tól (CSI: A helyszínelők) és annak spinoffjaitól is.

A sikeres első évad után azonban a cím végül mégis lerövidült az NCIS-re.
Magyarországon a sorozat eredetileg NCIS - Tengerészeti Helyszínelők címmel került képernyőre, amely összetéveszthető volt a Viasat 3 műsorán látható CSI: A helyszínelők című sorozat címével. A csatorna ezért pert indított védjegybitorlás címén a TV2 ellen. A Fővárosi Bíróság döntése értelmében 2007. május 11.-től a TV2 nem használhatta a Tengerészeti Helyszínelők megnevezést.

## DVD-kiadás
| Megnevezés    | 1-es régió          | 2-es régió          | 4-es régió          | Magyarországi megjelenés |
| ------------- | ------------------- | ------------------- | ------------------- | ------------------------ |
| Első évad     | 2006. június 6.     | 2006. július 24.    | 2006. augusztus 10. | 2010. február 10.        |
| Második évad  | 2006. november 14.  | 2006. szeptember 4. | 2006. szeptember 5. | 2010. szeptember 8.      |
| Harmadik évad | 2007. április 24.   | 2007. június 25.    | 2007. március 15.   | 2011. április 28.        |
| Negyedik évad | 2007. október 23.   | 2008. május 19.     | 2008. július 10.    |                          |
| Ötödik évad   | 2008. augusztus 26. | 2009. június 22.    | 2009. május 7.      |                          |
| Hatodik évad  | 2009. augusztus 25. | 2010. június 23.    | 2010. június 3.     |                          |
| Hetedik évad  | 2010. augusztus 24. |                     |                     |                          |

Az első évad DVD-változata nem tartalmazza a kétrészes pilotot, amit a JAG - Becsületbeli ügyek részeként sugároztak annak nyolcadik évadában (8x20 és 8x21). A kérdéses részek értelemszerűen a JAG nyolcadik évada DVD-verzióján fognak szerepelni.

## Nézettség
2010-ben Magyarország ötödik legnézettebb sorozata volt a 18-49 évesek között, ez a népszerűség megcsappant 2011-re, amikor már csak a 10. helyen állt a korcsoportban. A teljes lakosság körében 2010-ben a 7. legnézettebb, majd a következő évben a 6. volt a mért 1 millió 147 ezer nézővel.
Amerikàban az egyik legnézettebb sorozat.

## Spin-off
A CBS csatorna hat spin-off-ot készített: az NCIS: Los Angeles-t (2009–2023), az NCIS: New Orleans-t (2014–2021), az NCIS: Hawaii-t (2021–2024), az NCIS: Sydney-t (2023-), az NCIS: Origins-t (2024-) és az NCIS: Tony & Ziva-t.

### NCIS: Los Angeles
Az NCIS: Los Angeles (NCIS: LA) sorozattervét és a szereplőket egy NCIS dupla-epizódban mutatták be (6. évad 22–23. rész). Gibbs és McGee Los Angeles-be megy, mert az akkori ügyükben ott volt nyom (hasonlóan ahogy az NCIS bemutatkozására is egy dupla-epizódjában került sor az ugyancsak nagy nézettségű JAG - Becsületbeli ügyek szériában). Az NCIS: LA sorozat 2009 őszén jelent meg Amerikában.

### NCIS: New Orleans
Az NCIS: New Orleans 2014 őszén indult, amit ugyanúgy előtte egy dupla epizóddal mutattak be a szülősorozatban (11. évad 18–19. rész). Ott Gibbs és Bishop utazott New Orleans-ba (a Katrina-hurrikán rombolása, a károk elhárítása visszatetsző állami és föderációs kezelése, és különösen az így elkövetett pénzügyi és politikai visszaélések a széria visszatérő mondandója - még ekkor is).

### NCIS: Origins
Az NCIS előzménysorozatában ami 1991-ben játszódik megismerhetjük a fiatal Leroy Jethro Gibbs-et.